# 蒙古直棋
蒙古直棋，是流傳於蒙古地區的直棋類遊戲，為吉日格之一，有許多種，變化在於棋盤與棋數。

## 棋具
- 具多種型式，最普通一種同十二子直棋。
- 兩方棋子總數不一定等於棋盤總數。

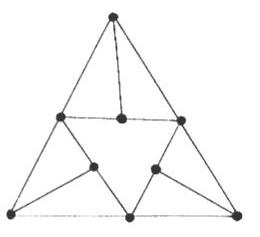
每方四枚棋子。
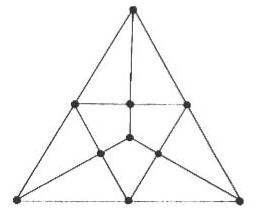
每方四枚棋子。
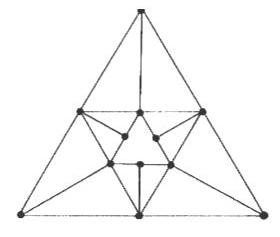
每方四枚棋子。
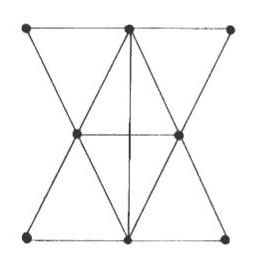
每方四枚棋子。
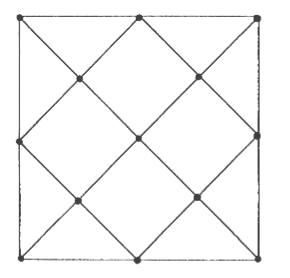
每方四枚棋子。
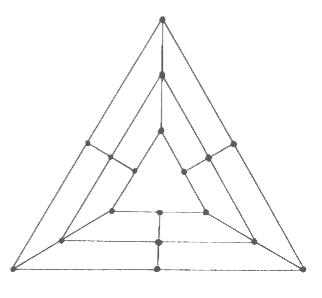
阿拉坦高日高勒代[2]，每方八枚棋子。十九世紀的威爾特郡有棋盤類似的棋類[3]。
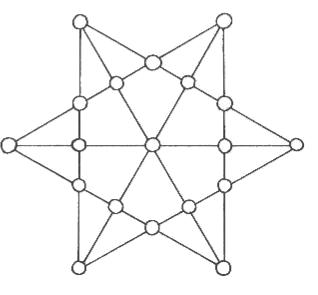
伊松札木吉日格[2]，每方九枚棋子。
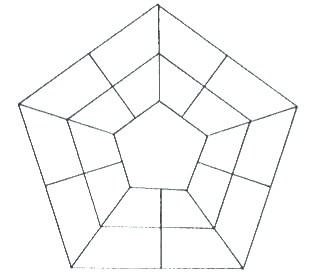
塔班塔拉圖吉日格[2]，每方十二枚棋子。
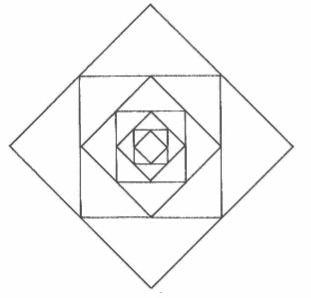
達呼爾塔拉圖吉日格[2]，每方十六枚棋子。
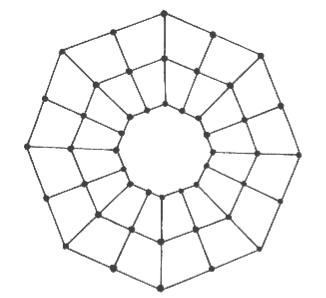
每方二十三枚棋子。

## 棋規
- 对弈过程分弈过程分三步驟：放子、逼子與走子。
  - 放子：依次将一己棋放在任意空棋點，直到棋子下完。
  - 逼子：若無棋子被移除導致滿盤，雙方任選一敵棋枚移除。
  - 走子：兩方都已將手上的棋子放完，則開始移動己棋，沿線一格。
  - 直吃：無論是放子或走子階段，只要主動造成三己棋連成一線，移除任一枚非連成三子的敵棋。

- 將敵棋減至兩枚以下獲勝。[4]